# Cesare Lanza, conte di Mussomeli
Cesare Lanza Tornabene, conte di Mussomeli (1511 ca. – Palermo, 30 ottobre 1593), è stato un nobile e politico italiano del XVI secolo.

## Biografia
Nacque presumibilmente verso il 1511, da Blasco, I barone di Trabia, e dalla di lui seconda consorte la nobildonna Laura Tornabene Paternò, baronessa di Castania, di cui era il secondo di tre figli. Succedette al padre nei titoli di Barone di Trabia, Barone di Castania, Barone delle Saline di Valdemone e di metà del feudo di Porta Randazzo, per investitura ottenuta il 28 marzo 1536. Ebbe concesso il mero e misto imperio sulla baronia di Trabia con privilegio dato il 1º marzo 1537, esecutoriato l'8 giugno 1538.
Nel 1537, con patente del Re ebbe la carica di mastroportulano, mansione redditizia che gli diede il controllo del commercio granario e gli creò tanta ricchezza da concedere prestiti alla Corona di Spagna. Governatore della Compagnia della Carità di Palermo nel 1546, due anni più tardi, nel 1548, fu eletto ambasciatore della capitale siciliana dell'imperatore Carlo V d'Asburgo, che servì nelle sue guerre in Germania, nella Spedizione di Algeri e all'Assedio di Vienna. Nello stesso anno, divenne pretore di Palermo, carica che occupò anche nel 1555, 1556 e 1560. Da governatore della capitale siciliana, fece ampliare il palazzo municipale, e durante la rivolta contro la riforma tributaria del viceré Juan de Vega, si schierò dalla parte dei cittadini e seppe sostenere i privilegi della città presso l'Imperatore Carlo V. Ricoprì anche le cariche di deputato del Regno e di vicario generale.
Nel 1549, il Lanza acquistò la terra e il castello di Mussomeli, nel Val di Mazara, da Andreotto Campo, in ristrettezze economiche e a cui aveva elargito un prestito di denaro. Nell'acquisto dello Stato di Mussomeli rimanevano esclusi i feudi Castelmauro, San Biagio, Zubbio e Fontana di Rose, che rimasero ai Campo. Di Mussomeli ottenne investitura del titolo di barone il 12 aprile 1550. A causa delle difficoltà finanziarie probabilmente derivate dall'acquisto di Mussomeli, il Lanza nel 1553 vendette per 35.000 scudi le baronie di Castania e delle Saline di Valdemone e di metà del feudo di Porta Randazzo, a Giovanni Sollima, maestro razionale del Regno.
Il 4 dicembre 1563, il Barone di Trabia si recò al Castello di Carini, dove uccise la figlia Laura e il suo amante Ludovico Vernagallo, cugino del marito Vincenzo La Grua Talamanca, barone di Carini, che aveva sollecitato il suo intervento. I pochi documenti esistenti non citano l'arma del delitto. Una delle versioni più recente (delle tante tramandate oralmente in Sicilia) parla di due colpi d'archibugio, di contro alla versione tradizionale per cui il padre avrebbe ucciso la figlia con due pugnalate, l'una al cuore e l'altra alle reni.
Il Viceré di Sicilia venuto a conoscenza del delitto commesso dal Lanza ai danni della figlia e del Vernagallo, noto come Il caso della Baronessa di Carini, applicò i provvedimenti di legge con la messa al bando e il sequestro dei beni del medesimo e del genero. Il Lanza, presentò un memoriale al Re di Spagna con cui giustificò quanto commesso come delitto d'onore:
Sacra Cattolica Real Maestà,
don Cesare Lanza, conte di Mussomeli, fa intendere a Vostra Maestà come essendo andato al castello di Carini a vedere la baronessa di Carini sua figlia, come era suo costume, trovò il barone di Carini suo genero molto alterato perché avia trovato in mismo istante nella sua camera Ludovico Vernagallo suo innamorato con detta baronessa, onde detto esponente mosso da iuxto sdegno in compagnia di detto barone adorno e trovorno li detti baronessa et suo amante nella ditta camera serrati insieme et cussì subito in quello stanti foro ambodoy ammazzati
Don Cesare Lanza, conte di Mussomeli.
La lettera permise al Barone di Trabia e al Barone di Carini suo genero, di attenuare la loro posizione, ed in virtù delle leggi vigenti riuscirono entrambi ad ottenere il perdono dal sovrano, la riabilitazione e il reintegro dei loro possedimenti. Secondo il filologo Alberto Varvaro, che ha esaminato la vicenda nel suo saggio Adultèri, delitti e filologia, attraverso lo studio di carte e documenti d'archivio scoprì che quello commesso dal Lanza non fu un delitto d'onore. Il Conte di Mussomeli doveva dei soldi al Vernagallo e, non avendo la possibilità di restituirglieli, decise di ucciderlo. A essere incaricato per primo di perpetrare il delitto fu il genero La Grua, ma essendo un cattivo tiratore mancò l'obiettivo. Intervenne pertanto lo stesso Lanza, che per coprire la faccenda uccise anche la figlia. La relazione tra la Baronessa di Carini e il Vernagallo, durava da molti anni e avrebbe generato sei figli, con il beneplacito del di lei marito che era sterile.
L'11 gennaio 1564, per privilegio dato dal re Filippo II di Spagna, esecutoriato il 27 novembre, per i servigi militari resi all'Imperatore Carlo V di suo padre, il Lanza fu investito del titolo di I conte di Mussomeli. Il Lanza, ritiratosi a vita privata, nel 1581 fece rinuncia dei titoli e dei feudi in favore del figlio Ottavio, il maggiore dei suoi figli di secondo letto.
Morì a Palermo il 30 ottobre 1593.

### Matrimoni e discendenza
Cesare Lanza Tornabene, II barone di Trabia e I conte di Mussomeli, sposò nel 1521 la nobildonna Lucrezia Gaetani Bonaiuti, figlia di Diego, signore di Tripi, da cui ebbe i seguenti figli:
- Antonio;
- Laura (1529-1563), che fu moglie di Vincenzo La Grua Talamanca, barone di Carini;
- Giovanna († 1560), che fu moglie di Niccolò Branciforte Moncada, conte di Raccuglia.[4]

Nel 1543, si risposò con la nobildonna Castellana de Centelles Branciforte (1520-1574), figlia di Giovanni, conte del Faro, dama dell'Imperatrice Isabella e già vedova di Francesco Filangieri, IV conte di San Marco, da cui ebbe i seguenti figli:
- Diana, che fu moglie di Ponzio Valguarnera de Luna, conte di Assoro;
- Ottavio, I principe di Trabia (1547-1617), che sposò la nobildonna Giovanna Orteca Gioeni dei Baroni di Valcorrente, da cui ebbe quattro figli;
- Giovanni, che sposò la nobildonna Luisa Lanza dei Baroni di Longi;
- Margherita, che fu moglie di Girolamo Flangieri La Via, VI conte di San Marco;
- Brigida, monaca;
- Blasco, sacerdote.[3][4]